# Caféiculture au Togo
La caféiculture au Togo s'est développée à partir de la fin du XIXe siècle puis a pris de l'ampleur au début des années 1960.

## Histoire

### La colonisation, 1883
Le café précède le cacao dans la Gold Coast, où en 1883, le chancelier allemand Bismarck établit un protectorat sur le Togo. L'année suivante, l'explorateur allemand Gustav Nachtigal signe un traité de protectorat le 5 juillet 1884 sur la plage de Baguida, avec le chef Mlapa III de Togoville, représentant l’autorité séculière et religieuse locale. À la suite, le pays est appelé Togo.
En 1885, lors de la conférence de Berlin, la côte togolaise est attribuée à l'Allemagne, qui annexe en quelques années 85 000 km2 de territoires et reconnaît, par une convention du 24 décembre 1885, la future Guinée française en échange de l'abandon par la France des villages de Petit-Popo et Porto-Seguro. Entre-temps, le café togolais connaît une croissance rapide, « de 130 kilos  exportés en 1894 à 3 010 en 1897 », les Allemands ayant fondé le port de Lomé et mis en place une économie de plantations dans la région de Kpalimé.

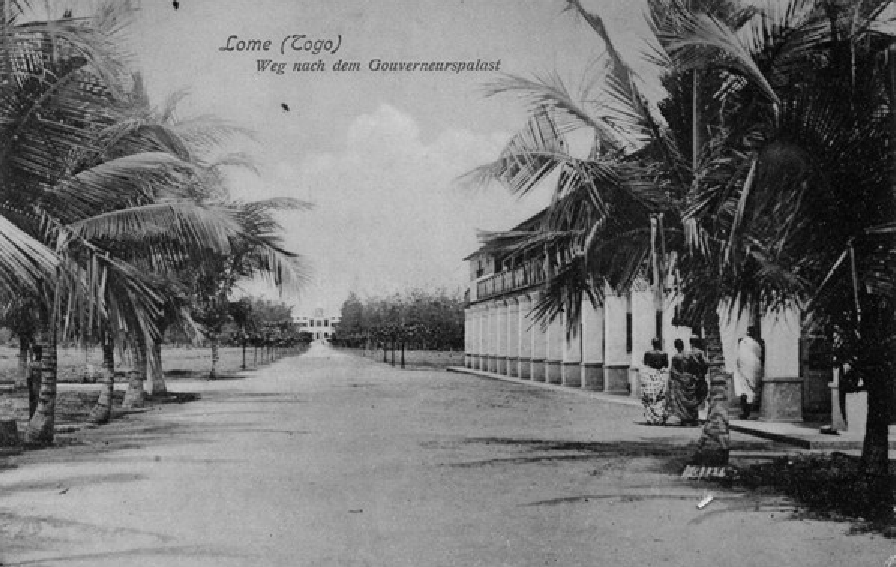
À Lomé, allée menant au palais du Gouverneur (1904).

Après la forte résistance des Africains lorsque les occupants allemands s'enfoncent à l'intérieur du territoire, des accords sont signés avec certains royaumes, mais la révolte des Kabyé (1890) et celle des Konkomba (1897-1898) sont violemment réprimées.
L'Allemagne encourage ses citoyens à s'installer en leur offrant des concessions à des prix très avantageux et construit des lignes de chemin de fer, en recourant massivement aux travaux forcés. La langue allemande n'est pas imposée aux populations locales, considérées comme ni dignes, ni capables de bénéficier d'une « telle éducation », mais des écoles catholiques et protestantes éclosent. Vers 1910, le pays compte 163 écoles évangéliques et 196 catholiques, gérées par des missions.

### La colonisation française après 1918

Le Togoland britannique en vert pâle, rattaché au Ghana.

Les Français et les Britanniques se partagent l'occupation du territoire à partir de 1914-1916, décision qui est confirmée le 10 juillet 1919. Le Togo est alors régi par un mandat de la Société des Nations (SDN) ; il est partagé entre la partie française à l'est, appelée le « Togo français » ou Togoland oriental, et la partie britannique à l'ouest, appelée le « Togoland britannique ». Les Allemands ne cherchent pas à appliquer une politique linguistique particulière, mais les Français, quant à eux, imposent la langue française. Dès 1915, l'allemand est interdit dans leur zone, puis c'est le tour de l'anglais à partir de 1920. La caféiculture se développe plus tard, à la faveur de conditions de marché favorables à l'exportation.
Le rapport annuel français[Quoi ?] de 1924 précise que des graines de café ont été distribuées « dans chaque village » et qu'il « pourra être distribué l'année prochaine un minimum de 150 000 pieds de la variété café d'Arabie ». La hausse des cours, survenue en 1925, suscite un véritable engouement chez les planteurs indigènes. Cependant, les exportations togolaises de café ne représentent que 24 tonnes en 1929, alors que la production de cacao, cultivé surtout dans la partie sud du territoire, passe de 1 tonne en 1903 à 283 tonnes en 1912, puis à 3 542 tonnes en 1923 et à 12 316 tonnes en 1938, le café n'occupant que la deuxième place des exportations. En 1931, le prix du café à l'achat passe de 600 à 400 francs, le cacao plongeant, lui, de 525 à 165 francs. 
Les exportations de café passent de 117 tonnes en 1935 à 162 tonnes en 1936 pour atteindre 405 tonnes en 1937, à 95 % issue de la subdivision de Kpalimé, l'année où 1,14 million de plants de Niaouli et 90 000 plants d'Arabica sont plantés.

#### Le rôle de l'éducation dans la caféiculture togolaise
Le taux de scolarisation élevé dans certaines zones caféicoles du pays, 85 % à Kpalimé, capitale du café et du cacao togolais, contre 10 à 30 % dans d'autres régions rurales, facilite l'économie caféicole. La « ligne du café et du cacao », un chemin de fer construit en 1907, à l'époque allemande, sur 119 km entre Lomé et Kpalimé est un autre soutien. Les années 1930 puis l'après-guerre voient ainsi l'émergence au Togo d'un petit capitalisme noir, possédant et valorisant la rente foncière caféicole, avec l'aide d'une main-d'œuvre originaire tant du Togo que de la Gold Coast.

### La croissance du café dans les années 1947 à 1956
Le relèvement significatif des cours du café en 1947 et les efforts de l'administration coloniale entraînent un accroissement appréciable de la production de café, qui passe à 2 368 tonnes et qui triple presque en neuf ans. Mais, en raison de maladies végétales et d'attaques répétées d'insectes foreurs, la place du café est toujours restée très modeste comparativement à celle du cacao, ou si on la ramène à l'autre ex-colonie allemande de la région, le Cameroun. 
| Années                     | 1947                   | 1948                   | 1953                   | 1954                   | 1956                   |
| Production de café au Togo | 2,3 milliers de tonnes | 1,7 milliers de tonnes | 2,8 milliers de tonnes | 4,1 milliers de tonnes | 6,4 milliers de tonnes |

La production caféière togolaise, revenue à 1 700  tonnes en 1948 remonte à 2 843 tonnes en 1953 puis à 6 406 tonnes en 1956, pour se stabiliser aux environs de 10 000 tonnes au milieu des années 1970, et stagner ensuite à ce niveau.
La culture se pratique sur des plateaux mollement ondulés ou sur des piémonts bénéficiant de bons sols, où la pluviométrie dépasse tout juste 1 000 millimètres annuels les bonnes années, à une altitude moyenne de 700-800 mètres, insuffisante pour permettre la culture viable de l'Arabica. Les caféiers togolais sont donc essentiellement constitués d'un hybride d'arabica et de kouilou, la  variété Niaouli.

## Production
Au Togo, la région du nord-ouest compte 30 000 hectares de Canephora (robusta et niaouli), l'essentiel de la production étant cantonnée vers le centre-ouest du pays, sur 20 000 hectares, dans un triangle rectangle dont les côtés mesurent quelques dizaines de kilomètres, traversé par la route Kpalimé-Atakpamé. La productivité caféière au Togo, entre 300 et 400 kg à l'hectare, est jugée extrêmement faible et les professionnels estiment qu'il est possible de doubler les rendements, selon Enselme Gouthon, secrétaire général du Comité de coordination pour les filières café et cacao (CCFCC) du Togo[source insuffisante], même si cela représente un coût en termes d'intrants. La récolte fluctue selon les conditions climatiques. Elle était attendue pour 2015 à environ 10 000  ou 11 000 tonnes après avoir été aux alentours de 5 000 à 6 000 tonnes lors de la campagne précédente.